# Secuestro judicial
El secuestro judicial es una medida de carácter procesal dictada por un juez o tribunal de justicia que tiene por objeto sustraer del dominio de los particulares un bien mueble o inmueble que es objeto de litigio entre partes en un procedimiento que se está sustanciando y dejarlo jurídicamente en manos del juez. También se usa el término secuestro judicial en algunos países para el secuestro de publicaciones.

## Objeto y naturaleza jurídica
El objeto primordial del secuestro judicial es evitar que el bien sobre el cual las partes mantienen un litigio, cambie su estado a voluntad de una de las partes y no permita, por tanto, hacer efectivo el derecho que se reconozca o ampare al final del procedimiento. En este sentido es una medida procesal provisional que puede o no ser tomada por el juez o tribunal en virtud de los riesgos que advierta respecto de la alteración del bien. La decisión judicial debe estar motivada y establecer el alcance del secuestro y las condiciones en que se efectúa.
La figura jurídica del secuestro judicial se compara, a efectos de su naturaleza jurídica, con la de un depósito obligatorio, y en las distintas legislaciones viene regulada en el derecho civil y en las leyes de enjuiciamiento. También se asimila a la figura del embargo, si bien en éste los bienes afectados serán destinados, en su caso, para atender el cumplimiento de determinadas obligaciones derivadas de una resolución, mientras que en el secuestro judicial, los bienes son el objeto del fondo del conflicto y no instrumentos para el pago o satisfacción de una resolución.

## Situación de los bienes
Por otra parte, la titularidad o dominio del bien queda inalterada durante el secuestro judicial en la mayoría de legislaciones, si bien ese dominio queda parcialmente restringido, no pudiendo el titular ejercer ninguna de las acciones relativas a la enajenación del mismo ni, generalmente, a la constitución de derechos reales. La posesión del bien la determinará el juez; siendo bien inmueble, normalmente queda bajo la posesión de quien la tuviese antes del secuestro con las restricciones respecto a su uso y disfrute que establezca el juez; siendo bien mueble, queda siempre bajo la esfera de las autoridades judiciales, salvo en los casos en que se cause un perjuicio mayor que el que se intenta resolver.
En cualquiera de los casos, para los bienes sujetos al secuestro judicial, el juez o tribunal ordenante puede fijar un tercero que tome posesión y/o administre el mismo en tanto se sustancia el procedimiento y se dicta resolución, con expresa mención de las restricciones que le afectan. Finalmente, el secuestro judicial no altera la responsabilidad del titular del dominio ni de los distintos derechos sobre los bienes afectados, de tal suerte que vienen obligados a satisfacer cuantos tributos deban atender en razón del bien, a administrarlo, en su caso, de conformidad con la legislación, los usos y costumbres generalmente aceptados, a poner en conocimiento del juez o tribunal cuantas cuestiones sean precisas y que sean de su conocimiento para el mejor mantenimiento del mismo y a entregar las rentas y frutos a los que estuvieren obligados.

## Finalización
El secuestro judicial finaliza por la resolución judicial que pone fin al procedimiento que dio lugar al mismo, o bien por una resolución previa cuando el juez o tribunal consideren no necesaria la medida procesal. La resolución determinará las condiciones en las que los bienes retornan a la libre disposición de los particulares.

## Secuestro de publicaciones
También se denomina en algunos países como secuestro judicial aquel en el que un juez o tribunal de justicia ordena que una publicación sea sustraída del comercio y distribución al considerar que puede estar vulnerado alguno o algunos derechos fundamentales de un tercero que lo solicita, mientras se resuelve el fondo del asunto. Este tipo de acción se encuentra enmarcada dentro del ámbito procesal penal y le son aplicables los mismos principios que se han señalado, si bien el objeto a proteger es un derecho, no el propio bien secuestrado y no cabe en la mayoría de los casos el ejercicio de los derechos de propiedad y demás derechos sobre el bien en tanto no se resuelva el procedimiento. La finalidad del secuestro, en este supuesto, no es tanto evitar la alteración del bien, como impedir que con su distribución y comercio se cometa un delito.